# ATC (R03)
Jest to część klasyfikacji anatomiczno-terapeutyczno-chemicznej:
- R – Układ oddechowy
  - R 01 – Leki stosowane w chorobach nosa
  - R 02 – Leki stosowane w chorobach gardła
  - R 03 – Leki stosowane w chorobach obturacyjnych dróg oddechowych
  - R 05 – Leki stosowane w kaszlu i przeziębieniu
  - R 06 – Leki przeciwhistaminowe do stosowania wewnętrznego
  - R 07 – Inne leki stosowane w chorobach układu oddechowego

Obejmuje ona leki stosowane w chorobach obturacyjnych dróg oddechowych:

## R 03 A – Leki adrenergiczne podawane drogą wziewną
- R 03 AA – Agonisty receptorów α- i β-adrenergicznych
  - R 03 AA 01 – adrenalina
- R 03 AB – Nieselektywne agonisty receptora β-adrenergicznego
  - R 03 AB 02 – izoprenalina
  - R 03 AB 03 – orcyprenalina
- R 03 AC – Selektywne agonisty receptora β2-adrenergicznego
  - R 03 AC 02 – salbutamol
  - R 03 AC 03 – terbutalina
  - R 03 AC 04 – fenoterol
  - R 03 AC 05 – rymiterol
  - R 03 AC 06 – heksoprenalina
  - R 03 AC 07 – izoetaryna
  - R 03 AC 08 – pirbuterol
  - R 03 AC 09 – tretochinol
  - R 03 AC 10 – karbuterol
  - R 03 AC 11 – tulobuterol
  - R 03 AC 12 – salmeterol
  - R 03 AC 13 – formoterol
  - R 03 AC 14 – klenbuterol
  - R 03 AC 15 – reproterol
  - R 03 AC 16 – prokaterol
  - R 03 AC 17 – bitolterol
  - R 03 AC 18 – indakaterol
  - R 03 AC 19 – olodaterol
- R 03 AH – Połączenia leków adrenergicznych
- R 03 AK – Leki adrenergiczne w połączeniu z glikokortykoidami lub innymi lekami z wyjątkiem leków przeciwcholinergicznych
  - R 03 AK 01 – epinefryna i inne leki stosowane w chorobach obturacyjnych dróg oddechowych
  - R 03 AK 02 – izoprenalina i inne leki stosowane w chorobach obturacyjnych dróg oddechowych
  - R 03 AK 04 – salbutamol i kwas kromoglikanowy
  - R 03 AK 05 – reproterol i kwas kromoglikanowy
  - R 03 AK 06 – salmeterol i flutykazon
  - R 03 AK 07 – formoterol i budezonid
  - R 03 AK 08 – formoterol i beklometazon
  - R 03 AK 09 – formoterol i mometazon
  - R 03 AK 10 – wilanterol i furoinian flutykazonu
  - R 03 AK 11 – formoterol i flutikazon
  - R 03 AK 12 – salmeterol i budezonid
  - R 03 AK 13 – salbutamol i beklometazon
  - R 03 AK 14 – indakaterol i mometazon
  - R 03 AK 15 – salbutamol i budezonid
- R 03 AL – Leki adrenergiczne w połączeniu z lekami przeciwcholinergicznymi oraz leki trójskładnikowe z glikokortykoidami
  - R 03 AL 01 – fenoterol i bromek ipratropiowy
  - R 03 AL 02 – salbutamol i bromek ipratropiowy
  - R 03 AL 03 – wilanterol i bromek umeklidyniowy
  - R 03 AL 04 – indakaterol i bromek glikopironiowy
  - R 03 AL 05 – formoterol i bromek aklidyny
  - R 03 AL 06 – olodaterol i bromek tiotropiowy
  - R 03 AL 07 – formoterol i bromek glikopironiowy
  - R 03 AL 08 – wilanterol, bromek umeklidyniowy i furoinian flutykazonu
  - R 03 AL 09 – formoterol, bromek glikopironiowy i beklometazon
  - R 03 AL 10 – formoterol i bromek tiotropiowy
  - R 03 AL 11 – formoterol, bromek glikopironiowy i mometazon
  - R 03 AL 12 – indakaterol, bromek glikopironiowy i mometazon

## R 03 B – Inne leki stosowane w chorobach obturacyjnych dróg oddechowych podawane drogą wziewną
- R 03 BA – Kortykosteroidy
  - R 03 BA 01 – beklometazon
  - R 03 BA 02 – budezonid
  - R 03 BA 03 – flunizolid
  - R 03 BA 04 – betametazon
  - R 03 BA 05 – flutykazon
  - R 03 BA 06 – triamcynolon
  - R 03 BA 07 – mometazon
  - R 03 BA 08 – cyklezonid
  - R 03 BA 09 – furoinian flutykazonu
- R 03 BB – Preparaty przeciwcholinergiczne
  - R 03 BB 01 – bromek ipratropiowy
  - R 03 BB 02 – bromek oksytropiowy
  - R 03 BB 03 – preparaty bielunia dziędzierzawy
  - R 03 BB 04 – bromek tiotropiowy
  - R 03 BB 05 – bromek aklidyny
  - R 03 BB 06 – bromek glikopironiowy
  - R 03 BB 07 – bromek umeklidyniowy
  - R 03 BB 08 – rewefenacyna
  - R 03 BB 54 – bromek tiotropiowy w połączeniach
- R 03 BC – Preparaty przeciwalergiczne (z wyłączeniem kortykosteroidów)
  - R 03 BC 01 – kwas kromoglikanowy
  - R 03 BC 03 – nedokromil
- R 03 BX – Inne
  - R 03 BX 01 – fenspiryd

## R 03 C – Leki adrenergiczne do stosowania wewnętrznego
- R 03 CA – Agonisty receptorów α- i β-adrenergicznych
  - R 03 CA 02 – efedryna
- R 03 CB – Nieselektywne agonisty receptora β-adrenergicznego
  - R 03 CB 01 – izoprenalina
  - R 03 CB 02 – metoksyfenamina
  - R 03 CB 03 – orcyprenalina
  - R 03 CB 51 – izoprenalina w połączeniach
  - R 03 CB 53 – orcyprenalina w połączeniach
- R 03 CC – Selektywne agonisty receptora β2-adrenergicznego
  - R 03 CC 02 – salbutamol
  - R 03 CC 03 – terbutalina
  - R 03 CC 04 – fenoterol
  - R 03 CC 05 – heksoprenalina
  - R 03 CC 06 – izoetaryna
  - R 03 CC 07 – pirbuterol
  - R 03 CC 08 – prokaterol
  - R 03 CC 09 – tretochinol
  - R 03 CC 10 – karbuterol
  - R 03 CC 11 – tulobuterol
  - R 03 CC 12 – bambuterol
  - R 03 CC 13 – klenbuterol
  - R 03 CC 14 – reproterol
  - R 03 CC 15 – formoterol
  - R 03 CC 53 – terbutalina w połączeniach
  - R 03 CC 63 – klenbuterol i ambroksol
- R 03 CK – Leki adrenergiczne i inne leki stosowane w chorobach obturacyjnych płuc

## R 03 D – Inne leki stosowane w chorobach obturacyjnych dróg oddechowych do stosowania wewnętrznego
- R 03 DA – Pochodne puryny
  - R 03 DA 01 – diprofilina
  - R 03 DA 02 – teofilinian choliny
  - R 03 DA 03 – proksyfilina
  - R 03 DA 04 – teofilina
  - R 03 DA 05 – aminofilina
  - R 03 DA 06 – etamifilina
  - R 03 DA 07 – teobromina
  - R 03 DA 08 – bamifilina
  - R 03 DA 09 – acefilina w połączeniu z piperazyną
  - R 03 DA 10 – bufilina
  - R 03 DA 11 – doksofilina
  - R 03 DA 12 – mepyfilina
  - R 03 DA 20 – połączenia puryn
  - R 03 DA 51 – diprofilina w połączeniach
  - R 03 DA 54 – teofilina w połączeniach
  - R 03 DA 55 – aminofilina w połączeniach
  - R 03 DA 57 – teobromina w połączeniach
  - R 03 DA 74 – teofilina w połączeniach z psycholeptykami
- R 03 DB – Puryny w połączeniach z lekami adrenergicznymi
  - R 03 DB 01 – diprofilina w połączeniach z lekami adrenergicznymi
  - R 03 DB 02 – teofilinian choliny w połączeniach z lekami adrenergicznymi
  - R 03 DB 03 – proksyfilina w połączeniach z lekami adrenergicznymi
  - R 03 DB 04 – teofilina w połączeniach z lekami adrenergicznymi
  - R 03 DB 05 – aminofilina w połączeniach z lekami adrenergicznymi
  - R 03 DB 06 – etamifilina w połączeniach z lekami adrenergicznymi
- R 03 DC – Antagonisty receptora leukotrienowego
  - R 03 DC 01 – zafirlukast
  - R 03 DC 02 – pranlukast
  - R 03 DC 03 – montelukast
  - R 03 DC 04 – ibudilast
  - R 03 DC 53 – montelukast w połączeniach
- R 03 DX – Inne
  - R 03 DX 01 – amleksanoks
  - R 03 DX 02 – eprozynol
  - R 03 DX 03 – fenspiryd
  - R 03 DX 05 – omalizumab
  - R 03 DX 06 – seratrodast
  - R 03 DX 07 – roflumilast
  - R 03 DX 08 – reslizumab
  - R 03 DX 09 – mepolizumab
  - R 03 DX 10 – benralizumab
  - R 03 DX 11 – tezepelumab